# رتشیتسه (ناحیه ژدار ناد سازاوو)
رتشیتسه (به چکی: Řečice) یک منطقهٔ مسکونی در جمهوری چک است که در ناحیه ژدار ناد سازاووو واقع شده‌است. رتشیتسه ۸٫۴۷ کیلومتر مربع مساحت و ۴۸۶ نفر جمعیت دارد و ۵۴۱ متر بالاتر از سطح دریا واقع شده‌است.